# Siriri (Sergipe)
Siriri é um município brasileiro do estado de Sergipe. Localiza-se no leste do estado.

## História
Os primeiros habitantes do município de Siriri, a 55 quilômetros da capital, foram indígenas que se mudaram da aldeia de Japaratuba. Eles se estabeleceram em um lugar chamado Remanso, onde hoje fica a Praça Jackson de Figueiredo. Os indígenas elegeram Siriri, irmão do cacique Sérgio, como chefe.
De acordo com a Enciclopédia dos Municípios Brasileiros, a tribo, levada por seu espírito nômade, logo depois mudou-se. Quando os índios foram embora, algumas pessoas construíram as primeiras casas. A povoação recém-criada, que depois originou a cidade de Siriri, chamava-se Pé do Banco. Os moradores mais antigos da cidade afirmam que esse nome surgiu porque as mulheres do povoado costumavam lavar roupas no riacho próximo, sentadas em bancos, e uma delas esqueceu o cachimbo no pé do banco.
Em 1637, na época da invasão dos holandeses, Sergipe já contava com 400 currais, distribuídos por todo o território. Entre eles estava o de Camarão, localizado na Vila Pé do Banco, entre os rios Siriri e Ganhamoroba.
Em 1811, foi criada a vila de Japaratuba, desmembrada da de Pé do Branco, cujos limites deveriam ser pelo Rio Siriri até Piranhas, engenho do Padre João Gomes de Melo, e daí seguir pela estrada da Serra Negra até chegar à estrada real de Maruim, ficando os engenhos da Jurema e Serra Negra para a freguesia de Pé do Banco. Freguesia desde 1700, Pé do Banco só foi confirmada nesta categoria pela Lei provincial nº 24, de 6 de março de 1839.
No povoado havia a paróquia Jesus Maria e José, construída pelo arcebispo D. João Franco de Oliveira. Seu primeiro vigário foi o padre Manoel Carneiro de Saá, que tomou posse em 18 de fevereiro de 1700. “A paróquia media dez metros de comprimento e quatro de largura, habitavam dois mil brancos, dois mil pretos e três mil e quinhentos de diversas misturas, sendo um total de 7.500 habitantes, que trabalhavam na lavoura da cana”, informa a Enciclopédia.
Em 26 de março de 1874, o município de Siriri foi criado, com sede no antigo povoado Jesus Maria e José do Pé do Banco, sendo desmembrado do território de Divina Pastora. Hoje, a cidade possui nove povoados: Sabinopolis, Itaperoá, Fazendinha, Mata do Cipó, Castanhal, Vila Nova, Lagoa Grande, Siririzinho e Piranhas.
De acordo com pesquisas de Ricardina Oliveira Souza, conhecida como D. Bebé, que escreveu um livro sobre a cidade chamado Remanso, na metade do século XX existiam 14 engenhos de cana-de-açúcar em Siriri. “Todos eles foram extintos. Como essa era a principal atividade econômica, o município, que antes era rico, ficou pobre e decadente. Só em 1964, quando o petróleo foi descoberto no subsolo de Siriri, que a situação melhorou, mas mesmo assim não voltou a ser como antes”. Hoje a principal renda do município continua vindo do petróleo.
Fonte: http://www.siriri.se.gov.br/

## Geografia
Localiza-se a uma latitude 10º36'14" sul e a uma longitude 37º06'46" oeste, estando a uma altitude de 230 metros. Sua população estimada em 2014 era de 8 588 habitantes.
Possui uma área de 167,1 km².